# Geel vogelpootje
Het geel vogelpootje (Ornithopus compressus) is een eenjarige plant uit de vlinderbloemenfamilie (Leguminosae). De van oorsprong mediterrane soort is al voor 1934 als adventief in Nederland opgedoken maar pas tussen 1950 en 1974 is ze zeer zeldzaam ingeburgerd. Ze is op meerdere plaatsen waargenomen in de provincies Groningen, Drenthe en Limburg. Daarbuiten is ze slechts sporadisch aangetroffen. Het aantal chromosomen is 2n = 14.
De plant wordt 10–60 cm hoog, vormt een bladrozet en wortelt diep. De bovengrondse delen van de plant zijn donzig of ruw behaard. De ronde, lichtgroene stengel staat rechtop, is opstijgend of liggend. De stengel is vertakt of grotendeels niet vertakt. Het onevengeveerde blad is tot 12 centimeter lang en gesteeld tot zittend. Het blad heeft 8 tot 18 paar blaadjes en een topblad. De blaadjes zijn langwerpig tot lijn-lancetvormig of ovaal tot elliptisch met een spitse, stompe of stekelpuntige top. Een blaadje is 2–8 mm lang en 1,5–4 mm breed. Beide zijden van het blaadje zijn donzig behaard. De minder dan 1 mm lange steunblaadjes zijn driehoekig en hebben meestal een paarse bovenkant.
Het geel vogelpootje bloeit in mei en juni met gele bloemen. Boven een onevengeveerd schutblad staan gewoonlijk drie tot vijf bloemen. De bloeiwijze is een 0,5-3,5 cm lang scherm. Het getande schutblad is relatief klein. De steeltjes zijn niet langer dan 1 mm. De kelktanden zijn lijn-lancetvormig. De vlinderbloemige kroon is 6-8,5 mm groot en bestaat uit vijf kroonbladen. De 5–7 mm lange en 2,3–3 mm brede vlag is omgekeerd eirond met een versmalde basis en een afgeknotte, stekelpuntige top. De zwaarden zijn 4,5–6 mm lang en 1,5-2,2 mm breed. De kiel is 3-3,5 mm korter dan de vlag en eindigt stomp. De meeldraden zijn 0,2-0,3 mm lang en 0,15-0,25 millimeter breed. Het vruchtbeginsel is kaal of behaard.
De vrucht is inclusief de snavel een 2,5-4,2 cm lange en 2–4 mm brede, afgeplatte peul. De snavel is 3–15 mm lang en aan de rugzijde sterk gebogen. De peul heeft vijf tot acht leden. De grauwe, geelachtige of roodachtige, eivormige zaden zijn 3-3,3 mm lang en 1,7-1,8 mm breed.

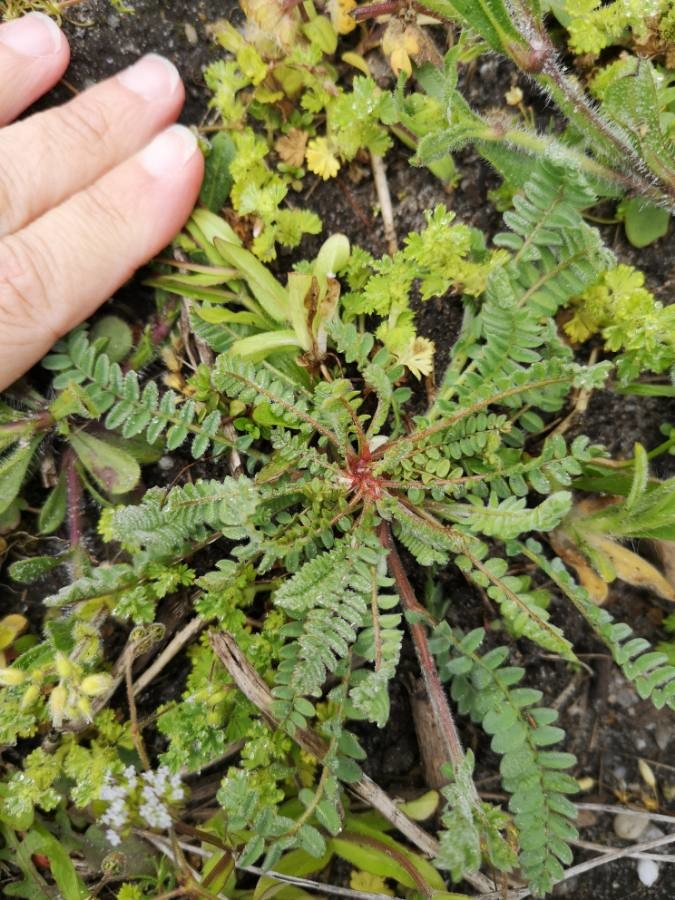
Bladrozet
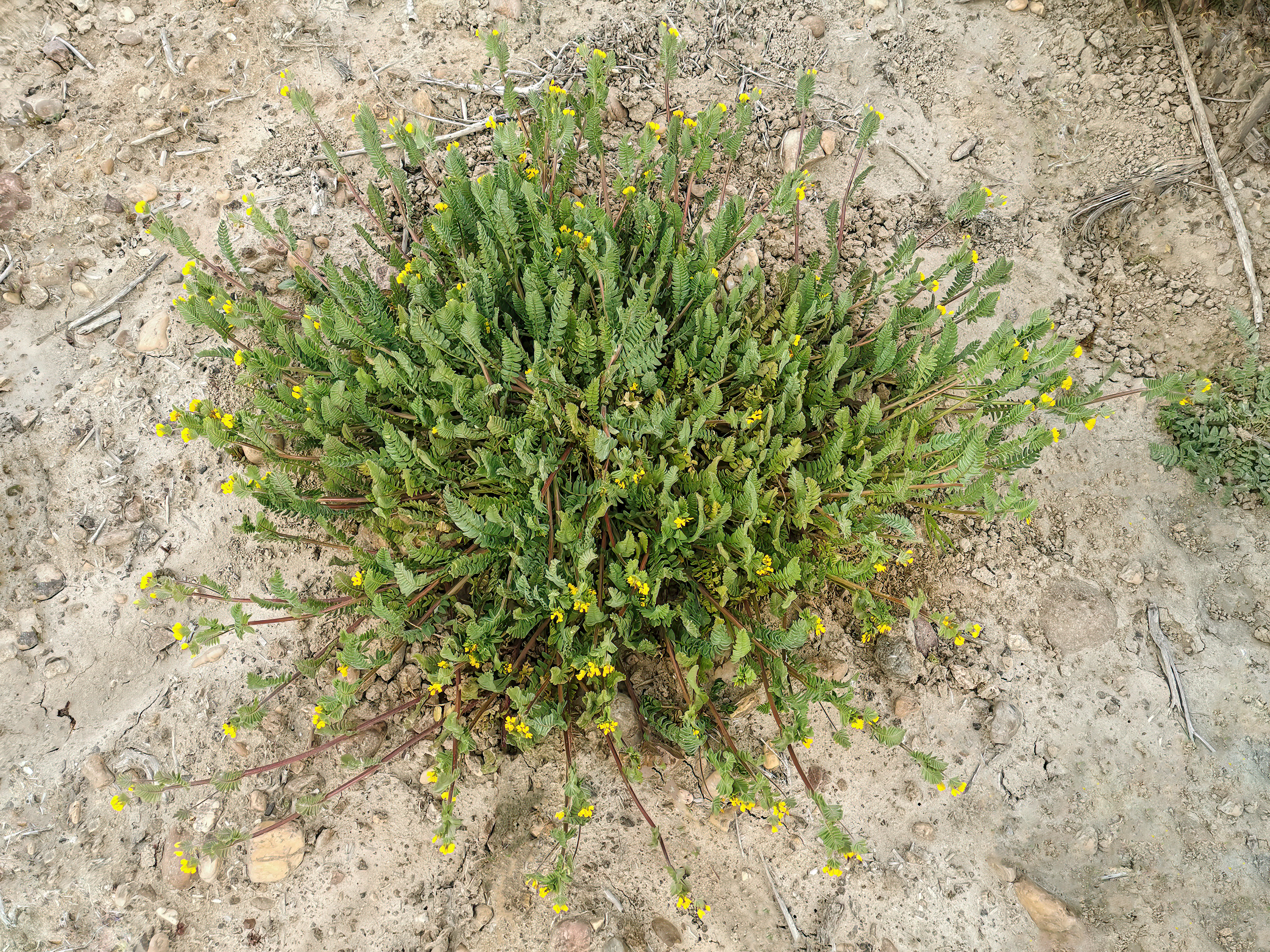
Planten
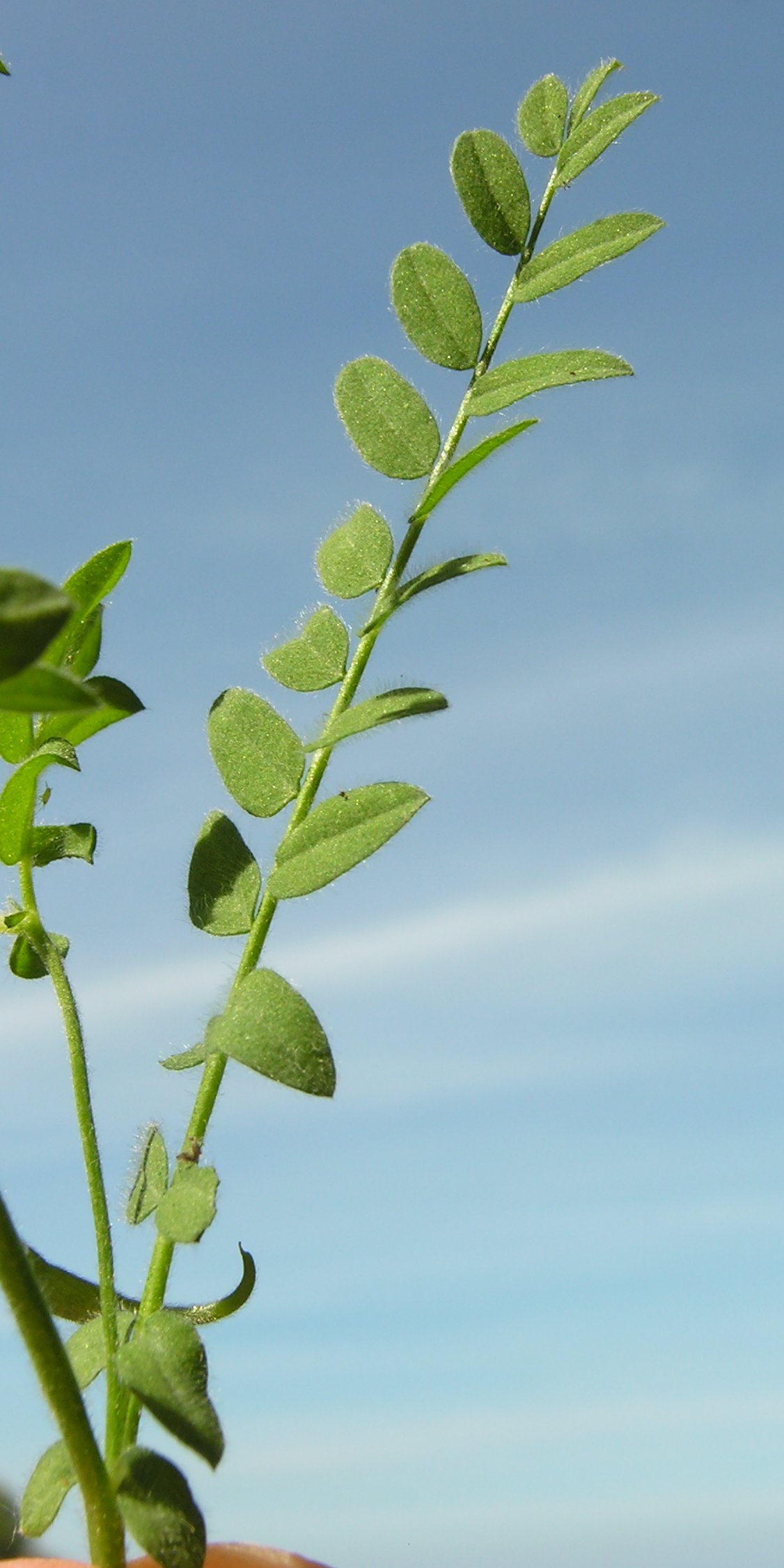
Blad
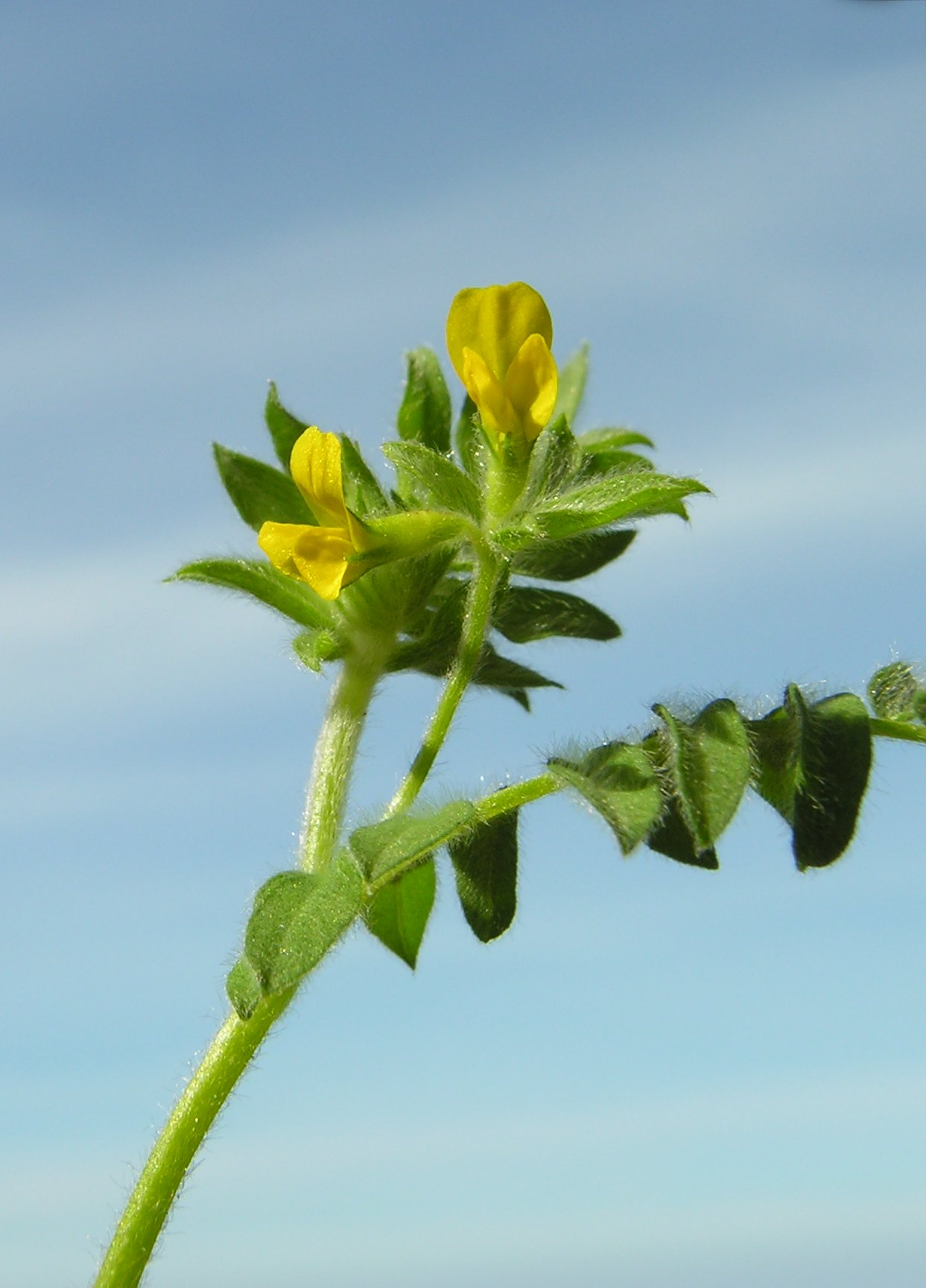
Bloeiwijze met bladachtig schutblad
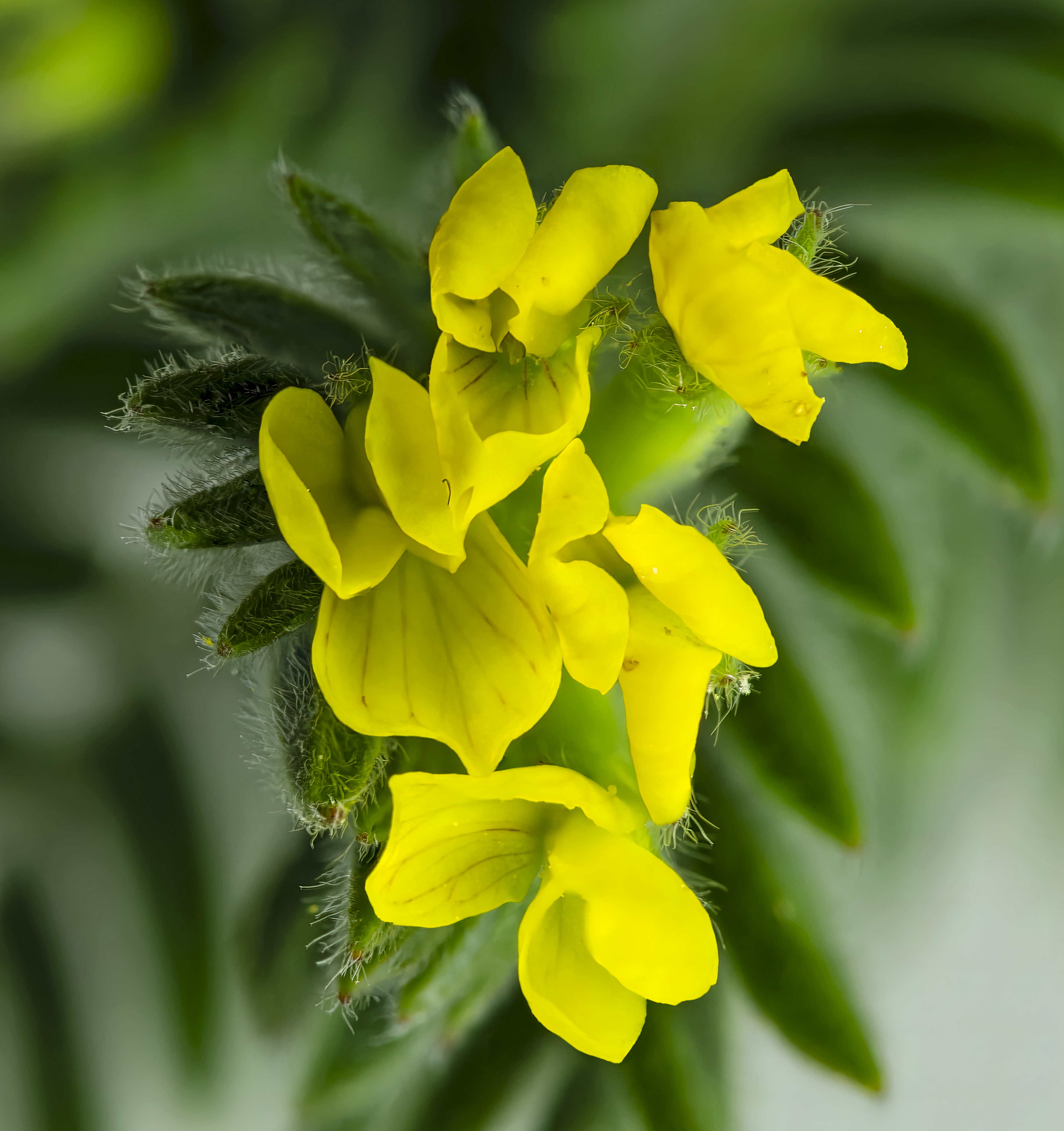
Bloemen
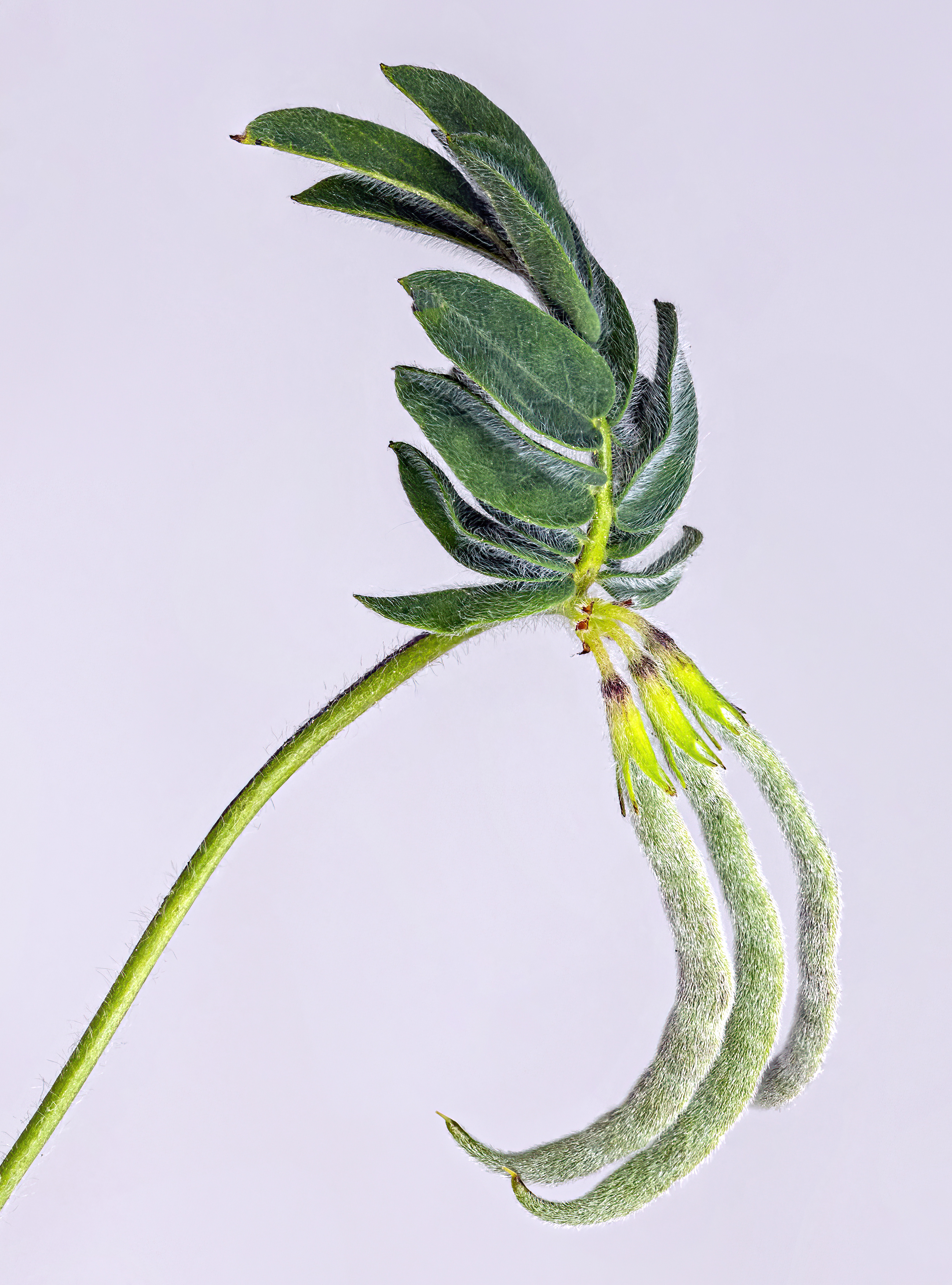
Morfologie van de vruchten die de naam aan het geslacht hebben gegeven.
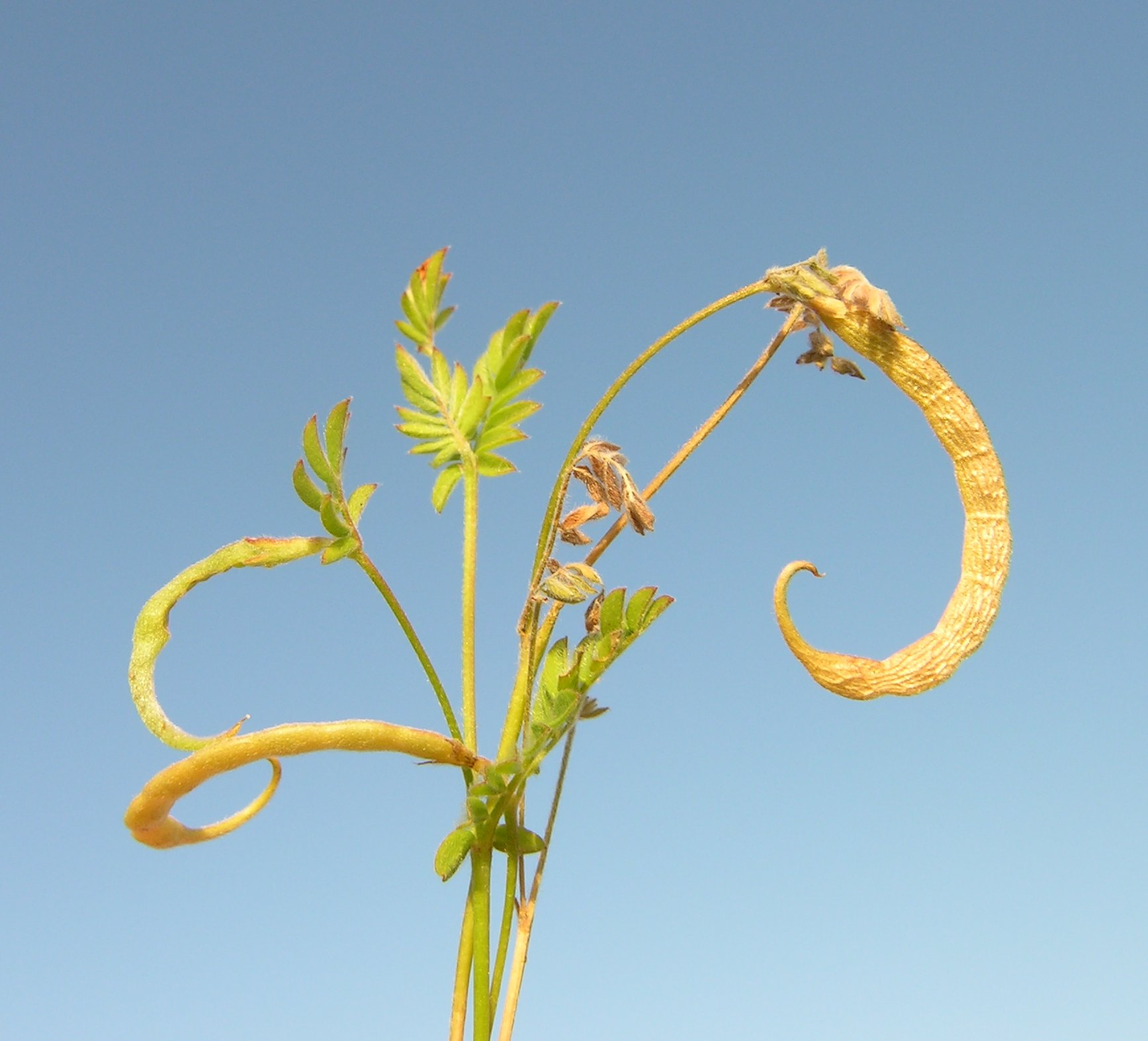
Vrucht en onderaan stengel steunblaadjes

Geel vogelpootjes staat op zonnige, vrij droge, matig voedselrijke, matig zure tot zure zanden en grindbodems. Deze stikstofbinder en warmteliefhebber, die overigens ook een langlevende zaadbank opbouwt, groeit in graslanden, in zandige akkers en op ruderale plekken. De efemere, diepwortelende soort gedijt het best bij een droog voorjaar maar heeft voldoende watertoevoer nodig in de herfst wanneer de kieming plaatsvindt.